# Инфрачервено излъчване
Инфрачервеното излъчване или инфрачервената светлина е електромагнитно излъчване с дължина на вълната от 0,74 μm до 1 – 2 mm, тоест от края на червената област на видимия спектър до микровълновото излъчване. Това съответства на честотен обхват от 300 GHz до 430 THz.
Често инфрачервените лъчи носят наименованието топлинни лъчи, поради силно изразения топлинен ефект върху човешката кожа при доближаване до силно нагрети тела, които са основните източници на инфрачервено излъчване. При това дължината на вълната на излъчването от нагрятото тяло зависи обратно пропорционално от температурата му: колкото температурата е по-висока, толкова по-къса е дължината на вълната и по-висок интензитетът на излъчването. Спектърът на излъчване на абсолютно черно тяло при относително невисоки температури (до няколко хиляди келвина) се намира именно основно в този диапазон. Инфрачервеното излъчване се дължи на изпускането на фотони от възбудени атоми или йони при преминаването им на по-ниски енергийни нива.
Целият инфрачервен диапазон днес се разделя грубо на три области (има и други разделения, виж по-долу):
- близка инфрачервена (NIR, от англ. near infrared): λ = 0,74 – 2,5 μm;
- средна инфрачервена: λ = 2,5 – 50 μm;
- далечна инфрачервена: λ = 50 – 2000 μm;

Напоследък далечният край се отделя в независим диапазон под името терахерцово (субмилиметрово) излъчване.

## Откриване
През 1800 г. английският физик и астроном Уилям Хершел изследвал с чувствителен термометър топлинното действие на отделните части от спектъра на бялата светлина и установил, че термометърът показва най-висока температура в областта след червената светлина. Това показва, че в тази невидима за човешкото око област има лъчи. Те са наречени инфрачервени („подчервени“) лъчи.

## Свойства
Инфрачервената светлина е невидима за невъоръженото човешко око. Инфрачервените лъчи са подчинени напълно на законите на оптиката и спадат към т.нар. оптичен спектър. Те се отразяват и пречупват подобно на видимата светлина, но показват някои особености, свързани с по-голямата дължина на вълната. Отразяват се много добре от среброто, медта, златото и алуминия, средно от желязото и много слабо от водата и въглеводородите. Фотоните на инфрачервените лъчи са с по-ниска енергия от тези на видимата светлина. Лъчите на видимия спектър и инфрачервените лъчи от слънчев произход не предизвикват вредни ефекти върху живите организми. Инфрачервените лъчи в голямо количество предизвикват сериозни увреждания.